# نان (کلرادو)
نان (به انگلیسی: Nunn) شهری در ایالت کلرادو کشور ایالات متحده آمریکا است که جمعیت آن در سرشماری سال ۲۰۱۰ میلادی، ۴۱۶ نفر بوده‌است.